# Аделберт III фон Халс
Аделберт III фон Халс (на немски: Adelbert III von Hals; † 18 април 1197/1199) е благородник от графство Халс с резиденция в замък Халс на река Илц, северно от Дунав, близо до епископство Пасау. Халс днес е част от град Пасау. През 1072 г. господарите фон Халс са споменати за пръв път.

## Произход
Той е представител на благородническия род „фон Кам“, който от 1160 г. се нарича фон Халс. Син е на Аделрам II фон Мюлхам († сл. 1163), внук на Мацили II фон Шаунберг († сл. 1130) и правнук на Мацили I фон Мюлхам († сл. 1103).

## Фамилия
Аделберт III фон Халс се жени за Леукард фон Рандек? († сл. 1212). Те имат двама сина:
- Алрам IV фон Халс († 19 qnuari 1246), граф на Халс
- Алберт III фон Халс († сл. 1232/1259), граф на Халс